# Fear gorta
Na mitologia irlandesa, o fear gorta (irlandês: homem da fome / homem da carestia; também conhecido como o fear gortach) é um fantasma da fome que se assemelha a um humano emaciado. 
De acordo com com o livro Fairy and Folk Tales of the Irish Peasantry de William Butler Yeats, o fear gorta anda pela terra durante tempos de carestia, pedindo esmola para transeuntes e garantindo boa sorte aos indivíduos generosos. No artigo Twilight Places: Ireland's Enduring Fairy Lore, publicado na revista World and I, é relatado um mito de que o fear gorta foi um anunciador da carestia durante a Grande Fome Irlandesa nos anos de 1840, e que o espírito originalmente surgiu de um trecho de "grama faminta" (féar gortach). 